# 横山城 (近江国)
横山城（よこやまじょう）は、近江国坂田郡（滋賀県長浜市堀部町・石田町）にあった日本の城。山城。元亀年間（1570年 - 1573年）の織田信長と浅井長政の激しい戦いの拠点であり、信長の部将であった木下秀吉（後の豊臣秀吉）が城番として守備していたことで知られる。

## 歴史
横山城は近江北部の浅井郡と坂田郡とを分ける姉川の南岸の山の峰続きに永禄4年（1561年）、浅井長政が対六角氏用の防衛拠点として築城させた。城主には一門の浅井井演を任命した｡
その後浅井氏は勢力を伸張して坂田郡から犬上郡まで勢力を広げるが、元亀元年（1570年）、織田信長と交戦状態になり、再び横山城の重要性が高まった。横山城は美濃の関ヶ原（岐阜県関ケ原町）から浅井氏の本拠地である小谷城（滋賀県湖北町）の西側を通る北陸脇往還街道のすぐ脇に立地するうえに、小谷城から6-7kmほどの距離しかないため、信長は重要な前線基地として横山城の攻略を目指した。同6月28日、姉川の戦いで浅井・朝倉連合軍を破った信長はすぐさま横山城の攻略に着手、時の城主三田村国定、野村直隆、大野木秀俊らは降伏し、落城した。
信長は城番として木下秀吉を任命。秀吉はここを拠点として浅井氏攻略を行った。
天正元年（1573年）9月に浅井氏が滅亡すると、秀吉は浅井郡・坂田郡の支配権を与えられ、本拠地として長浜城を築城。これに前後して横山城は廃城となったと考えられている。